# Marwa Hussein
Marwa Arafat Ahmed Hussein  (née le 19 juin 1978) est une athlète égyptienne, spécialiste du lancer du marteau. Elle compte à son palmarès quatre titres de championne d'Afrique et deux titres aux Jeux africains.

## Biographie

### Palmarès
| Date | Compétition            | Lieu         | Résultat | Marque  |
| ---- | ---------------------- | ------------ | -------- | ------- |
| 1998 | Championnats d'Afrique | Dakar        | 2e       |         |
| 1999 | Jeux africains         | Johannesburg | 3e       | 55,25 m |
| 2000 | Championnats d'Afrique | Alger        | 2e       | 57,15 m |
| 2002 | Championnats d'Afrique | Radès        | 1re      | 61,64 m |
| 2003 | Jeux africains         | Abuja        | 1re      | 64,28 m |
| 2004 | Championnats d'Afrique | Brazzaville  | 1re      | 66,14 m |
| 2004 | Jeux panarabes         | Alger        | 1re      | 62,78 m |
| 2006 | Championnats d'Afrique | Bambous      | 1re      | 62,16 m |
| 2007 | Championnats panarabes | Amman        | 1re      | 60,63 m |
| 2007 | Jeux africains         | Alger        | 1re      | 65,70 m |
| 2007 | Jeux panarabes         | Le Caire     | 1re      | 62,83 m |
| 2008 | Championnats d'Afrique | Addis-Abeba  | 1re      | 62,26 m |
| 2009 | Championnats panarabes | Damas        | 1re      | 60,48 m |
| 2010 | Championnats d'Afrique | Nairobi      | 2e       | 62,36 m |

### Records
| Épreuve           | Performance | Lieu     | Date            |
| ----------------- | ----------- | -------- | --------------- |
| Lancer du marteau | 68,48 m     | Le Caire | 18 février 2005 |